# Ай-Йорі (фортеця)

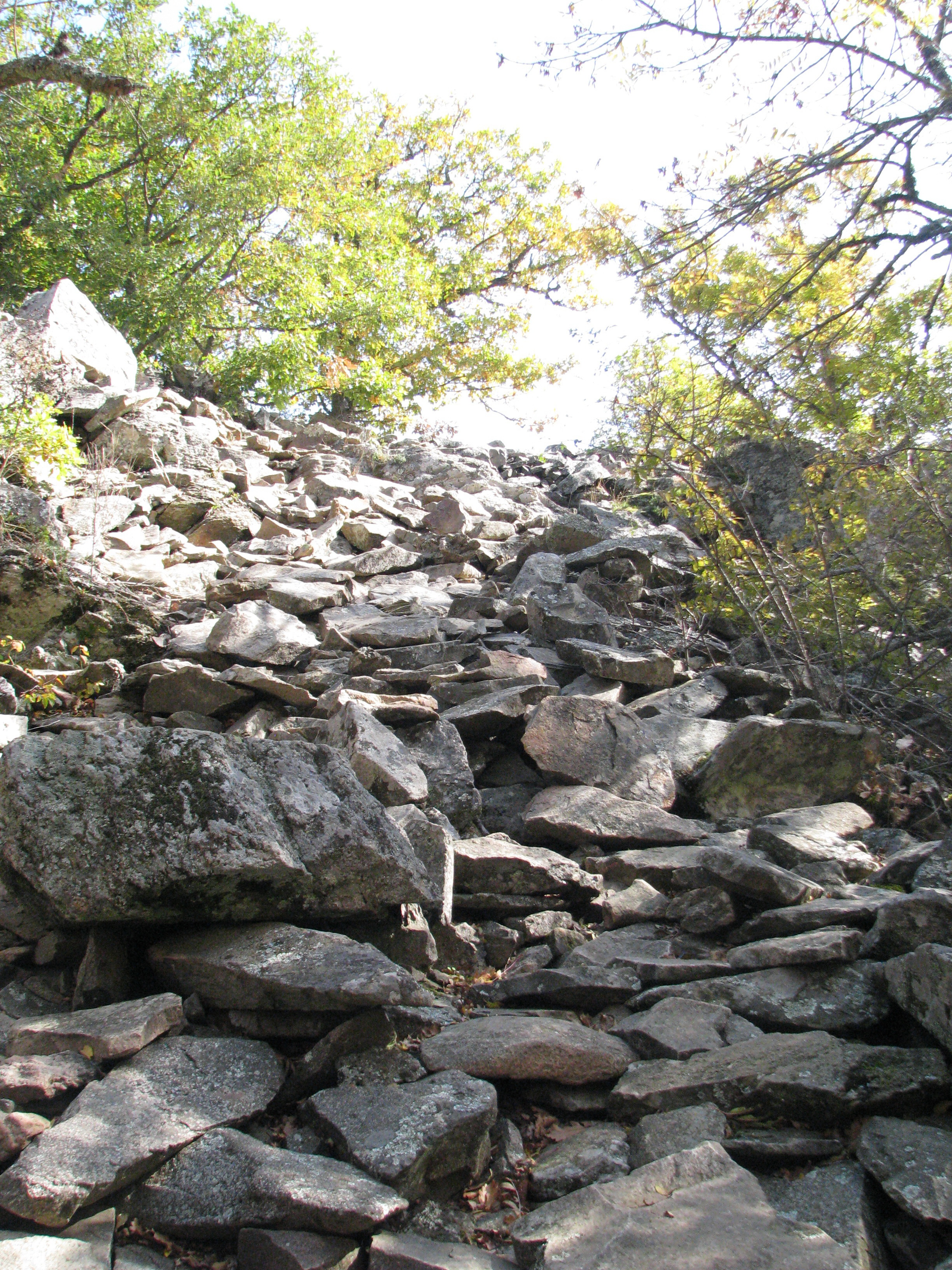
Ай-Йорі, залишки стін

Ай-Йорі (крим. Ay Yori) — руїни фортеці IX—X століття, розташовані поблизу Алушти в Криму, на скелястій вершині однойменного відрогу Бабуган-Яйли. Рішенням Кримського облвиконкому № 16 (обліковий № 189) від 15 січня 1980 року «укріплення на горі Ай-Йорі VIII—XV століття» оголошено історичною пам'яткою регіонального значення.
Назва в перекладі з кримсько-татарської означає «святий Юрій» — за посвятою церкви, руїни якої знаходяться за 100 м на захід від ісара біля джерела Ай-Йорі.

## Опис
Скеля, на якій розташована фортеця, простягається в напрямку північно-північно-захід, довжина 140—150 м, ширина — 80-90 м, висота від підошви близько 20 м, урвища на сході, з потужними кам'яними розвалами біля підніжжя, висотою 50-60 м. Ступінчастий верхній майданчик із крутим ухилом на південний захід і відокремлений від східного урвища свого роду природним парапетом — скельним гребенем заввишки від 0,5 до 1,2 м. Укріплення з доступних боків (на заході та півдні) відгороджено стіною завдовжки близько 90 м, складеною з бутового каменю сухою кладкою (ширина стіни 1,5-2 м, збереглася на висоту 1-2 м), до якої з внутрішньої сторони примикають кілька будівель також з буту. Площа укріплення близько 0,3 гектара, але приблизно третина майданчика — непридатні для використання нагромадження скель. Первісну висоту стін, що складаються з шести коротких ділянок зламаної в плані конфігурації завдовжки 13, 24, 17, 25, 15, 28 м (із заходу на схід), імовірно визначають у 6-8 м. Під час обстеження 1980 року Віктором Мицем на поверхні було знайдено уламки амфор II—III ст. н. е. і кераміку IX—X століття. Археологічних розкопок на городищі не проводили, а наявний матеріал не дає змоги точно визначити призначення ісара: можливо, тут розміщувався сторожовий форт або сховище. Лев Фірсов висловлював припущення, що Ай-Йорі був невеликим укріпленим монастирем при джерелі святого Георгія на дорозі до перевалу Кебіт-Богаз.

## Історія вивчення
Перше повідомлення про руїни залишив Василь Кондаракі в «Універсальному описі Криму» 1875 року. Про них згадував Микола Головкінський в «Путівнику по Криму» 1894 року, руїни споруд в урочищі Ай-Йорі описав Микола Ернст у статті 1935 року. 1947 року на Ай-Йорі першу археологічну розвідку провів Євгеній Веймарн, в результаті якої зробив висновок, що цей укріплений притулок таврів і надалі цю версію підтримував Павло Шульц. Також всього лише згадує ісар Олег Домбровський в огляді «Середньовічні поселення та „Ісари“ Кримського Південнобережжя» 1974 року.